# Aelurillus luctuosus
Aelurillus luctuosus är en spindelart som först beskrevs av Lucas 1846.  Aelurillus luctuosus ingår i släktet Aelurillus och familjen hoppspindlar. Inga underarter finns listade i Catalogue of Life.